# Stamhuset Ahlefeldt
Stamhuset Ahlefeldt blev oprettet i 1766 af Frederik lensgreve Ahlefeldt (1702-1773) og bestod af hovedgårdene Holmegård, Broløkke, Lykkesholm og Vestergaard samt tilhørende bøndergods og Strynø med Strynø Kalv. 
Stamhuset skulle følge Grevskabet Langeland så længe dette vedblev med at være i slægten Ahlefeldts besiddelse.